# Mário Tamborindeguy
Mário Tamborindeguy (Pelotas, 3 de dezembro de 1907 – Rio de Janeiro, 6 de outubro de 1978) foi um empresário e político brasileiro.

## Biografia
Filho de Cássio Tamborindeguy e de Narcisa Pojo Tamborindeguy. Casou-se com Alice Maria Saldanha Tamborindeguy. Pai de Alice Tamborindeguy e Narcisa Tamborindeguy.
Durante o Governo Juscelino Kubitschek (1956-1961), ganhou contratos de terraplenagem de grandes rodovias abertas em diversos estados do país, ampliando sua fortuna. Nas eleições estaduais no Rio de Janeiro em 1958 foi eleito deputado federal pelo Partido Social Democrático (PSD), assumindo o mandato em fevereiro do ano seguinte. Reeleito nas eleições estaduais no Rio de Janeiro em 1962, com a extinção dos partidos políticos pelo Ato Institucional nº 2 e a posterior instauração do bipartidarismo, filiou-se à Aliança Renovadora Nacional (Arena), em cuja legenda foi reeleito nas eleições estaduais no Rio de Janeiro em 1966. Em janeiro de 1971 encerrou seu mandato.